# 이태호 (축구인)
이태호(李泰昊, 1961년 1월 29일 ~ )는 전 축구 선수이자 현 축구 감독, 교수이다. 선수 시절 포지션은 공격수였다. K리그와 대우 로얄즈 창단멤버이며, 선수 생활을 모두 대우 로얄즈에서만 보냈다.
또한 대한민국 축구 국가대표팀에 선발돼 1980, 1984, 1988년 AFC 아시안컵과 서울 올림픽, 1990년 FIFA 월드컵에 출전했다.
선수 은퇴 후 동의대학교, 대전 시티즌, 신한고등학교의 감독직에 있었으며, 2007년부터 4년 동안 동의대학교의 감독을 맡았으며, 이후 담시 네팔의 MMC 감독을 맡다가 2011년 6월 1년 동안 대만 감독을 맡았고, 2014년 처음 창단된 풋살팀 부산 카파 FC의 초대 사령탑으로 취임했다. 현재 강동대학교의 축구부 감독 겸 레저스포츠학과 교수이다.
한편, 이재환 전 롯데 2군감독이 본인(이태호)의 사촌 형이자 연세대 출신이었음에도 본인(이태호)이 재적한 대전상고 오근영 감독의 반대로  연세대 진학이 무산됐다.

## 클럽 경력
| 클럽        | 시즌      | 리그 | 리그 | 리그 | 리그 컵 | 리그 컵 | 리그 컵 | AFC 챔피언스리그 | AFC 챔피언스리그 | AFC 챔피언스리그 | 총합 | 총합 | 총합 |
| 클럽        | 시즌      | 경기 | 득점 | 도움 | 경기    | 득점    | 도움    | 경기             | 득점             | 도움             | 경기 | 득점 | 도움 |
| ----------- | --------- | ---- | ---- | ---- | ------- | ------- | ------- | ---------------- | ---------------- | ---------------- | ---- | ---- | ---- |
| 대우 로얄즈 | 1983      | 8    | 3    | 3    | -       | -       | -       | -                | -                | -                | 8    | 3    | 3    |
| 대우 로얄즈 | 1984      | 20   | 11   | 3    | -       | -       | -       | -                | -                | -                | 20   | 11   | 3    |
| 대우 로얄즈 | 1985      | 5    | 4    | 0    | -       | -       | -       | ?                | ?                | ?                |      |      |      |
| 대우 로얄즈 | 1986      | 10   | 2    | 4    | 2       | 1       | 0       | ?                | ?                | ?                |      |      |      |
| 대우 로얄즈 | 1987      | 19   | 6    | 2    | -       | -       | -       | -                | -                | -                | 19   | 6    | 2    |
| 대우 로얄즈 | 1988      | 12   | 5    | 3    | -       | -       | -       | -                | -                | -                | 12   | 5    | 3    |
| 대우 로얄즈 | 1989      | 25   | 8    | 3    | -       | -       | -       | -                | -                | -                | 25   | 8    | 3    |
| 대우 로얄즈 | 1990      | 19   | 6    | 3    | -       | -       | -       | -                | -                | -                | 19   | 6    | 3    |
| 대우 로얄즈 | 1991      | 33   | 5    | 5    | -       | -       | -       | -                | -                | -                | 33   | 5    | 5    |
| 대우 로얄즈 | 1992      | 19   | 3    | 1    | 9       | 3       | 0       | -                | -                | -                | 28   | 6    | 1    |
| 대우 로얄즈 | 합계      | 170  | 53   | 27   | 11      | 4       | 0       |                  |                  |                  |      |      |      |
| 경력 합계   | 경력 합계 | 170  | 53   | 27   | 11      | 4       | 0       |                  |                  |                  |      |      |      |